# Sundtjärnen (Attmars socken, Medelpad)
Sundtjärnen är en sjö i Sundsvalls kommun i Medelpad och ingår i Ljungans huvudavrinningsområde.